# 은척초등학교
은척초등학교는 대한민국 경상북도 상주시 은척면 봉중리에 있는 공립 초등학교이다.

## 학교 연혁
- 1928년 6월 1일: 은척공립보통학교 개교
- 1941년 4월 1일: 은척공립국민학교로 개칭
- 1981년 3월 1일: 병설유치원 개원
- 1989년 3월 1일: 황룡분교장 편입
- 1994년 3월 1일: 무릉분교장 편입
- 1996년 3월 1일: 은척초등학교로 개칭
- 2001년 3월 1일: 황룡분교장 통폐합
- 2009년 11월 6일: 은누리 배움터 개관
- 2010년 4월 5일: 소나무 동산 조성

## 참고 자료
- 은척초등학교 - 한국교육학술정보원 학교알리미